# Сандія-Ноллс (Нью-Мексико)
Сандія-Ноллс (англ. Sandia Knolls) — переписна місцевість (CDP) в США, в окрузі Берналільйо штату Нью-Мексико. Населення — 1252 особи (2020).

## Географія
Сандія-Ноллс розташована за координатами 35°9′37″ пн. ш. 106°17′55″ зх. д. / 35.16028° пн. ш. 106.29861° зх. д. (35.160332, -106.298665).  За даними Бюро перепису населення США в 2010 році переписна місцевість мала площу 7,19 км², уся площа — суходіл.

## Демографія
Згідно з переписом 2010 року, у переписній місцевості мешкало 1208 осіб у 537 домогосподарствах у складі 340 родин. Густота населення становила 168 осіб/км².  Було 588 помешкань (82/км²).
Расовий склад населення:
| - 91,3 % — білих - 0,5 % — корінних американців - 0,4 % — чорних або афроамериканців - 0,2 % — азіатів - 5,8 % — осіб інших рас |

До двох чи більше рас належало 1,7 %. Частка іспаномовних становила 15,3 % від усіх жителів.
За віковим діапазоном населення розподілялося таким чином: 19,5 % — особи молодші 18 років, 68,5 % — особи у віці 18—64 років, 12,0 % — особи у віці 65 років та старші. Медіана віку мешканця становила 47,7 року. На 100 осіб жіночої статі у переписній місцевості припадало 105,4 чоловіків;  на 100 жінок у віці від 18 років та старших — 104,2 чоловіків також старших 18 років.
Середній дохід на одне домашнє господарство  становив 78 786 доларів США (медіана — 71 779), а середній дохід на одну сім'ю — 93 632 долари (медіана — 97 663). За межею бідності перебувало 11,6 % осіб, у тому числі 35,1 % дітей у віці до 18 років та 3,2 % осіб у віці 65 років та старших.
Цивільне працевлаштоване населення становило 819 осіб. Основні галузі зайнятості: роздрібна торгівля — 21,1 %, освіта, охорона здоров'я та соціальна допомога — 18,7 %, науковці, спеціалісти, менеджери — 16,2 %.